# Акадија (покрајински изборни округ)
Акадија је покрајински изборни округ у Алберти, Канади. То је вратило јединог члана законодавне Скупштине Алберте од 1913. до 1940. године.

## Спољашне везе
- The Legislative Assembly of Alberta